# Corrano
Corrano är en kommun i departementet Corse-du-Sud på ön Korsika i Frankrike. Kommunen ligger  i kantonen Zicavo som tillhör arrondissementet Ajaccio. År 2022 hade Corrano 76 invånare.

## Befolkningsutveckling
Antalet invånare i kommunen Corrano
Referens:INSEE